# Colégio Dom Diogo de Sousa
 (février 2017).
Si vous disposez d'ouvrages ou d'articles de référence ou si vous connaissez des sites web de qualité traitant du thème abordé ici, merci de compléter l'article en donnant les références utiles à sa vérifiabilité et en les liant à la section « Notes et références ».

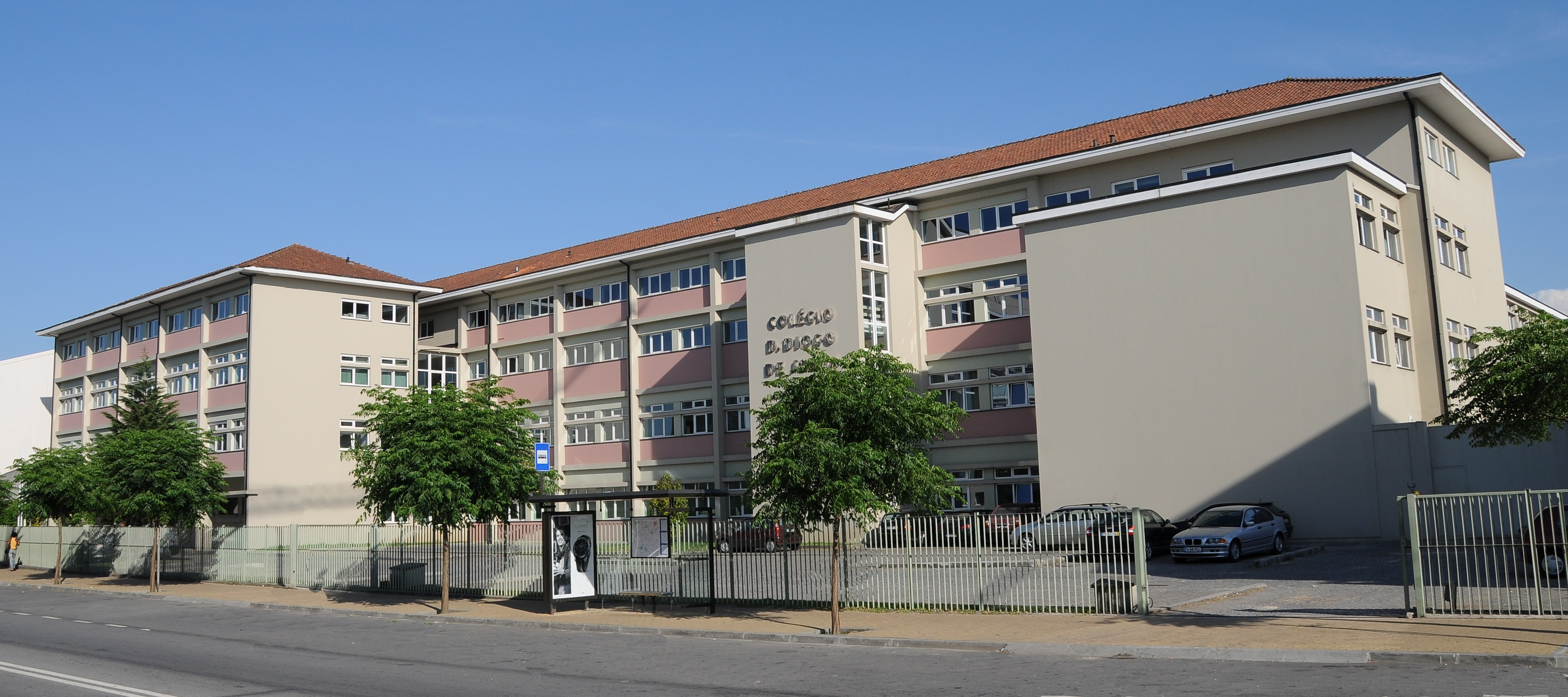
Colégio Dom Diogo de Sousa

Le Collège Dom Diogo de Sousa (en portugais Colégio Dom Diogo de Sousa) est une institution d'enseignement catholique fondée en 1949. Situé à Braga, Portugal.